# Манджука
Манджука или Манджуков чифлик е бивше село в Република Гърция, разположено на територията на дем Синтика, област Централна Македония.

## География
Манджука е било разположено по левия бряг на река Бистрица.

## История
В края на XIX век Манджука е малък чифлик във Демирхисарската каза на Серски санджак.
В 1891 година Георги Стрезов пише за селото:
| „ | Манджиков чифлик, принадлежи на Налбантоглу от Сингелово, на юг от Вранково, 1/4 час от десния бряг на Бистрица. Малко селце с 8 къщи българе. | “ |

Според статистиката на Васил Кънчов („Македония. Етнография и статистика“) в 1900 година в Манджука (Манджиковъ Чифликъ) живеят 50 българи.
Всички жители на селото са под върховенството на Българската екзархия. По данни на секретаря на екзархията Димитър Мишев в 1905 година в Манджука (Mangjouka) има 32 българи екзархисти и 18 цигани, и работи българско училище с 1 учител и 21 ученика.